# Rooster (planning)

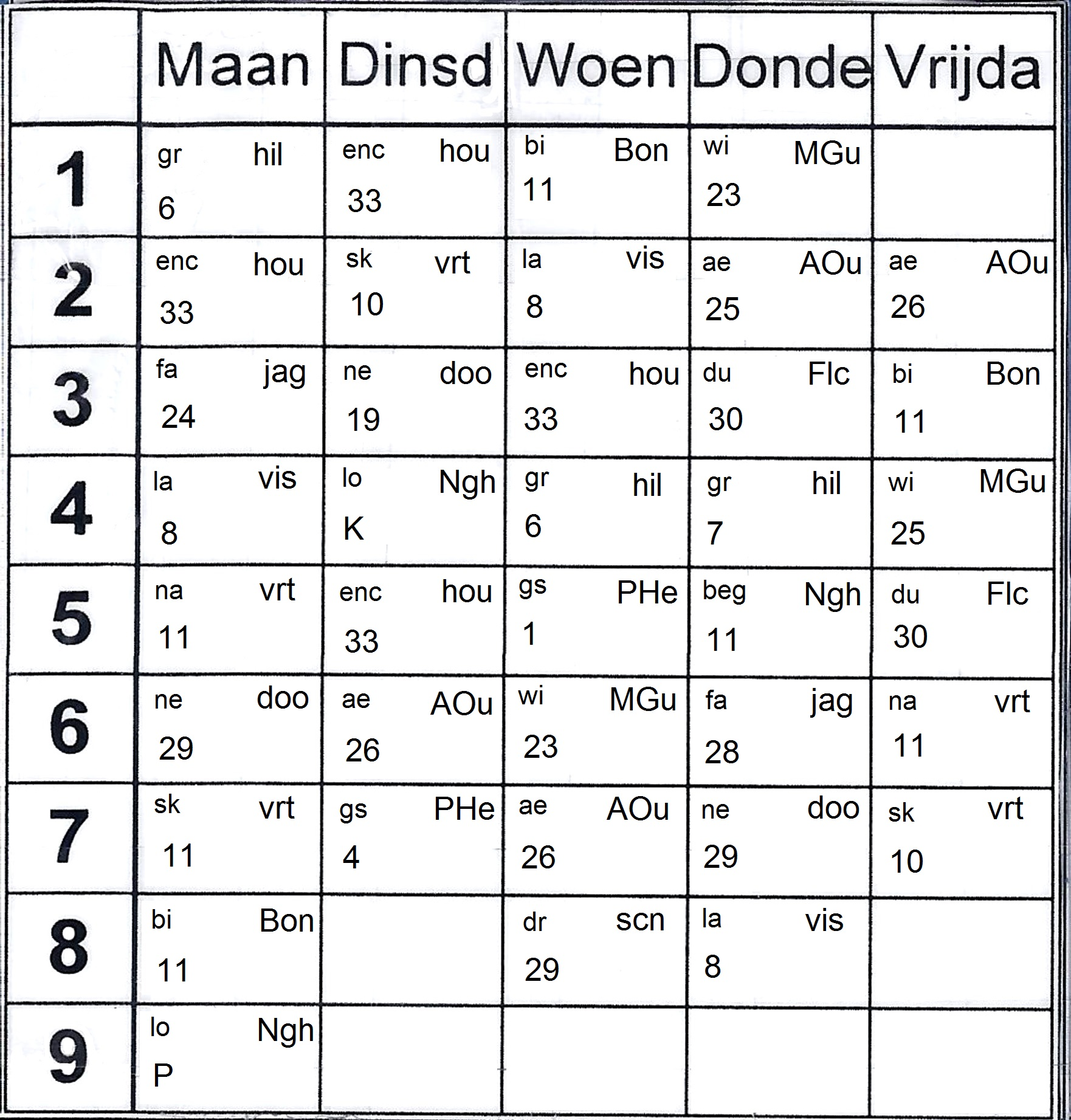
Voorbeeld van een Nederlands lesrooster

Een rooster is een schema waarin is vastgelegd welke taken of gebeurtenissen op welke momenten plaats moeten gaan vinden.

## Lesrooster
Een lesrooster regelt bijvoorbeeld de volgende elementen:
- leerlingen
- docenten
- leslokalen

Het maken van een passend lesrooster is niet altijd eenvoudig. Zowel de tijd van leerlingen als van docenten als leslokalen is niet onbeperkt beschikbaar. Daarbij komt dat sommige vakken in een bepaald leslokaal moeten worden gegeven, bijvoorbeeld in een klas voor scheikunde of in de gymnastiekzaal. De weergave in tabelvorm van een rooster wordt ook met rooster aangeduid. Vaak staan bij lesroosters in de rijen de uren, in de kolommen de dagen van de week en in de cellen de schoolvakken en lokalen. In een lesrooster worden vaak afkortingen gebruikt. Een vierkant rooster is een rooster waarbij een leerling of leraar op alle mogelijke uren in de week een les heeft. Leerling of leraar krijgt of geeft in dat geval aan een stuk door les. Tijdens pauzes verspringt het lesrooster iets.
Roosterproblemen kunnen wiskundig aan de hand van grafen worden beschreven, maar het is toch, zelfs met behulp van een computer, lastig een rooster voor een grote school op te stellen.

## Personeelsrooster
Een andere vorm van een rooster is een personeelsrooster. Dit komt vooral bij werknemers met onregelmatige diensten voor.     